# Gare de Saint-Amand-les-Eaux
Gare de Saint-Amand-les-Eaux vasútállomás Franciaországban, Saint-Amand-les-Eaux településen.

## Vasútvonalak
Az állomást az alábbi vasútvonalak érintik:
- Fives-Hirson-vasútvonal
- Ligne Saint-Amand-les-Eaux - Blanc-Misseron

## Kapcsolódó állomások
A vasútállomáshoz az alábbi állomások vannak a legközelebb:
- Gare de Rosult
- Gare de Valenciennes
- Gare d’Orchies